# Absolute Drift
Absolute Drift es un videojuego de carreras desarrollado y publicado por Funselektor Labs. Fue lanzado el 29 de julio de 2015 en Microsoft Windows, OS X y Linux. También fue lanzado el 29 de agosto de 2016 en PlayStation 4 y el 25 de agosto de 2017 en Xbox One, respectivamente, como Absolute Drift: Zen Edition. Se lanzaron copias físicas en disco para la plataforma PlayStation 4 a través de Limited Run Games el 13 de octubre de 2017, y se limitó a 4000 copias impresas. Una versión para Nintendo Switch se lanzó el 3 de diciembre de 2020.

## Jugabilidad
Absolute Drift cuenta con 5 áreas de libre recorrido y 34 pistas. En las áreas de libre recorrido, hay varios objetivos que el jugador debe completar para desbloquear más niveles y autos. Las pistas también tienen objetivos que completar, incluida la obtención de puntos en un sistema de puntuación basado en derrapes.

## Lanzamiento
Absolute Drift: Zen Edition se lanzó para PlayStation 4, que salió a la venta el 15 de noviembre en Estados Unidos. También se lanzó en Xbox One, que también se lanzó en noviembre. Absolute Drift comenzó a estar disponible en Windows, OS X y Linux el 29 de agosto de 2016, un mes antes del lanzamiento de Zen Edition. Luego estuvo disponible en iOS y Android en 2018. Se lanzó una versión para Nintendo Switch el 3 de diciembre de 2020.

## Reception
En Windows, Absolute Drift recibió críticas mixtas o promedio de los críticos en Metacritic, Mientras que "Absolute Drift: Zen Edition" recibió críticas generalmente favorables en PlayStation 4. GameSpew revisó el juego en PlayStation 4 y le dio un 5 sobre 10.